# Гольдштейн, Израиль Цалевич
Изра́иль Ца́левич Гольдште́йн (укр. Ізраїль Цалевич Гольдштейн; 2 февраля 1918, Киев — 17 февраля 2003, там же) — советский и украинский оператор, режиссёр и педагог, фронтовой кинооператор в годы Великой Отечественной войны. Народный артист Украины (2001).

## Биография
Вырос в Киеве, там же окончил семилетку. Поступил в Киевский киноинститут, но был переведён в Москву на операторский факультет ВГИКа, который окончил в 1939 году (мастерская Л. В. Косматова). Студентом в качестве ассистента принимал участие в съёмках картин «Богатая невеста» (1937), «Семья Оппенгейм» (1938), «Поднятая целина» (1939). Был распределён на киностудию в Армению, проработав там недолго, во время отпуска в 1940 году поступил на Украинскую студию хроникально-документальных фильмов («Укркинохроника»).
С первого дня Отечественной войны — в Красной армии в звании военинженер 2-го ранга. Работал в киногруппах Юго-Западного, Донского, Сталинградского, Центрального и 1-го Украинского фронтов.
С 1945 года — режиссёр и оператор «Укркинохроники», на которой проработал до 1997 года. Помимо фильмов является автором сюжетов для кинопериодики. Оказался в числе первых украинских кинематографистов, запечатлевших труд по ликвидации последствий аварии на Чернобыльской АЭС.
Преподавал в Киевском государственном театральном институте.
Член ВКП(б) с 1944 года, член Союза кинематографистов СССР (СК Украинской ССР) с 1958 года.
Скончался 17 февраля 2003 года, похоронен в Киеве.

### Семья
Был женат на Софье Рабинович. Сестра — Любовь Виленская, начальник звукоцеха «Укркинохроники».

## Фильмография
Оператор
- 1942 — День войны (в соавторстве)
- 1943 — Битва за нашу Советскую Украину (в соавторстве)
- 1943 — Сталинград (в соавторстве)
- 1945 — День Победы (в соавторстве)
- 1945 — Победа на Правобережной Украине (в соавторстве)
- 1946 — Первомай
- 1947 — Всенародный праздник
- 1947 — Советская Украина
- 1947 — Физкультурный парад
- 1948 — Открытие XIV съезда КПУ
- 1948 — Советская Молдавия
- 1949 — Новая победа марьинцев
- 1949 — Польская делегация на Украине
- 1950 — Новое пополнение рабочего класса
- 1950 — Победа колхозного строя в Западной Украине
- 1951 — Воссоединённая Украина
- 1951 — За мир
- 1951 — Книга народу
- 1951 — Праздник изобилия
- 1951 — Сельхозвыставки 1951 года
- 1952 — Декада украинского искусства
- 1952 — Украина возрождается
- 1953 — В дни скорби
- 1953 — Великое прощание (в соавторстве)
- 1953 — Около синего моря
- 1953 — С этим надо покончить
- 1953 — Сын Украины
- 1954 — Животноводы Винничины
- 1954 — Не будьте равнодушны
- 1955 — С аттестатом зрелости на завод
- 1956 — Мы из Донбасса
- 1957 — В городе Львове
- 1958 — На родине патриотического почина
- 1958 — Один из одиннадцати
- 1959 — Дело отца Панфилия
- 1959 — Мы не забудем
- 1959 — Поп из Полубно
- 1960 — На дрейфующей льдине
- 1961 — Когда засыпает город
- 1961 — Мы с Украины
- 1962 — Великая битва на Волге (в соавторстве)
- 1963 — Без нас они не проспятся
- 1963 — Богатство Раздола
- 1963 — До шестнадцати
- 1963 — Разрешите заговорить
- 1964 — Прогулка с удовольствием и не без морали
- 1965 — Души прекрасные порывы
- 1965 — После 60
- 1966 — Свет не без добрых услуг
- 1967 — Звонкий юбиляр
- 1967 — Киевские улыбки
- 1968 — Годы и секунды
- 1969 — Сделано в Америке
- 1969 — Хозяйка Бранденбургских ворот
- 1969 — Шахтёрская столица
- 1970 — Ленинские дни нации
- 1971 — Плюс настроение
- 1972 — Диспут о доверии
- 1972 — Четыре выстрела в двух безоружных женщин
- 1973 — До пуска осталось…
- 1973 — Похитители детства
- 1973 — Праздник на земле Украины
- 1973 — Пуск
- 1974 — АСУ технология—74
- 1974 — Внимание, тунеядцы!
- 1974 — Встреча
- 1974 — Главная роль
- 1975 — Вне игры
- 1975 — Добрый день, сестра
- 1975 — Сёстры
- 1976 — Обвиняю
- 1977 — Друже перче
- 1977 — Перед лицом товарищей
- 1977 — Покушение на красоту
- 1977 — Рождено соревнованием
- 1978 — Диалоги директора Згурского
- 1978 — Здравствуй, Братислава!
- 1978 — Поезд № 6055
- 1979 — Хлеб и соль братства
- 1980 — А что за душой?
- 1980 — Вместе и врозь
- 1980 — Операция «Сера»
- 1980 — От зари до зари
- 1981 — Спасибо, товарищ
- 1981 — Суфлёр
- 1982 — Чрезвычайный автобус

Режиссёр
- 1954 — Животноводы Винничины; Не будьте равнодушны
- 1958 — Один из одиннадцати
- 1959 — Дело отца Панфилия
- 1959 — Мы не забудем; Поп из Полубно
- 1960 — На дрейфующей льдине
- 1961 — Когда засыпает город; Мы с Украины
- 1963 — Без нас они не проспятся; Богатство Раздола; До шестнадцати; Разрешите заговорить
- 1964 — Прогулка с удовольствием и не без морали
- 1965 — Души прекрасные порывы; После 60
- 1966 — Свет не без добрых услуг
- 1967 — Звонкий юбиляр; Киевские улыбки
- 1968 — Годы и секунды
- 1969 — Сделано в Америке; Хозяйка Бранденбургских ворот; Шахтерская столица
- 1970 — Ленинские дни нации
- 1971 — Плюс настроение
- 1972 — Диспут о доверии; Четыре выстрела в двух безоружных женщин
- 1973 — До пуска осталось…; Похитители детства; Праздник на земле Украины; Пуск
- 1974 — АСУ технология—74; Внимание, тунеядцы!; Встреча; Главная роль
- 1975 — Вне игры; Добрый день, сестра; Сёстры
- 1976 — Обвиняю
- 1977 — Друже перче; Перед лицом товарищей; Покушение на красоту; Рождено соревнованием
- 1978 — Диалоги директора Згурского; Здравствуй, Братислава!; Поезд № 6055
- 1979 — Хлеб и соль братства
- 1980 — А что за душой?; Вместе и врозь; Операция «Сера»; От зари до зари
- 1981 — Спасибо, товарищ; Суфлёр
- 1982 — Чрезвычайный автобус
- 1983 — Следователь; Стан 3000; Шагают по площади города
- 1985 — Боль и мужества Чернобыля; Не только о мире; Орлята
- 1986 — Бормотуха; Гарантия без гарантий; Несуны
- 1988 — Гавареччина; Стена; Я подумаю
- 1989 — Бабий Яр
- 1990 — Крик птицы
- 1993 — Листок из блокнота
- 1995 — 50 лет Победы
- 1996 — Прощай, кино

## Награды и звания
- медаль «За оборону Сталинграда» (22 декабря 1942)[6];
- орден Красной Звезды (29 марта 1943)[7];
- медаль «За победу над Германией в Великой Отечественной войне 1941—1945 гг.» (9 мая 1945)[8];
- орден Отечественной войны II степени (19 сентября 1945)[9];
- орден Отечественной войны II степени (6 апреля 1985)[10];
- заслуженный деятель искусств УССР (1988)[4];
- народный артист Украины (2001)[11];
- лауреат Золотой медали Академии искусств Украины[4];
- медали.

## Память
- 2001 — фильм об И. Ц. Гольдштейне «Пассажиры минувшего столетия» («Киевнаучфильм», реж. В. Олендер)[12][13]